# Станіславсько-Проскурівська операція
Станіславсько-Проскурівська операція — оборонна операція радянських військ в часі нацистсько-радянської війни. Основні наступальні бої проводилися з 3 по 6 липня 1941 року, в період з 7 по 10 липня тривали оборонні бої та відхід РСЧА на внутрішні лінії оборони.

## Передумови
В ході першого тижня німецько-радянської війни війська Південно-Західного фронту зазнали значних втрат, ставка ВГК 30 червня наказує відвести сили з території Західної України на рубіж Коростень — Новоград-Волинський — Проскурів. 30 червня штаб Південно-Західного фронту переїздить з Тернополя в Проскурів; на цей час мехкорпуси фронту були практично знищені — в 9-му та 19-му мехкорпусах лишалося близько 30 % від початкової кількості, в 8-му та 15-му — до 15 %, в 22-му — близько 10 %. Загалом до 30 червня Південно-Західний фронт втратив до 85 % танків — понад 2640 одиниць; член військової ради корпусний комісар Микола Вашугін 28 червня застрелився. Загалом Південно-Західний та Південний фронти за 15 перших днів війни втратили 4380 танків. Втрати наступаючої німецької Першої групи до 4 травня склали 408 одиниць (з 800 танків та САУ).
Серед наступаючих німецьких військ були частини 17-ї армії за підтримки з повітря 4-го флоту люфтваффе.
2 липня радянські сили полишають Збараж та Тернопіль, німецька 9-та танкова дивізія наступає на Проскурів, 11-та танкова — на Бердичів. Радянська 192-га гірськострілецька дивізія відступає на Галич, 44-та гірськострілецька рухається через Калуш на Станіслав.

## Перебіг операції
Вранці 3 липня 10-та танкова дивізія займає оборонні позиції під Підволочиськом, прикриваючи відступ через Збруч військових частин та цивільних осіб. Під вечір сили дивізії, знищивши в бою 7 німецьких танків, підривають переправи і відходять до переправи біля Канівки.
Станом на 3 липня 49-й стрілецький корпус проводив оборонні бої по лінії Ямпіль — Теофіполь — Гаївка, 24-й мехкорпус — Авратин — Вовчківці — Канівка. Частини 36-го стрілецького корпусу рухалися від Ляхівців на північ — для зайняття оборони в Ізяславському укріпрайоні; 49-й стрілецький корпус займав Староконстянтинівський укріпрайон та позиції від Ляхівців до Уланового. 141-ша стрілецька дивізія 37-го стрілецького корпусу вела бої в Колодному, 30-та стрілецька — біля Красносільців, 139-та стрілецька — біля Шишківців та Маркополя; 2-га протитанкова артилерійська бригада — під Вербівцем та Лопушним, 4-й мехкорпус з боями відійшов до Ожигівців.
Опівдні радянський 9-й механізований корпус в контратаці вибиває німецькі сили з Гориньграда, Гощі, Михалківців та Тучина. 109-та моторизована дивізія вела бої за Старий Кривин, німецькі сили обходять 213-ту радянську мотострілецьку дивізію та займають Двірець. 13-й стрілецький корпус відходив на рубіж Теребовля — Чортків — Устечко. 192-га гірськострілецька дивізія основними силами займала рубіж Підгайці — Голгоча, 58-ма гірськострілецька дивізія — по лінії Городенка — Снятин.
12-й стрілецький корпус вів бої по лінії Станіславів — Галич. 58-ма гірськострілецька дивізія після нічного маршу зайняла оборону по лінії Обертин — Коломия — Заболотів.
Правофлангові частини 18-ї армії, прикриваючи Лужани, відводяться на південний захід від Чернівців на Прут по рубежу Хотин — Липкани.
44-та гірськострілецька дивізія в Станіславові переправляється з приданими частинами на східний берег річки Бистриця, по тому бронепотяг зруйнував Хриплинський міст, в цьому сум'ятті більша частина 146-го Богунського полку виявилася відрізаною від основних сил.
Того ж дня нацистські сили займають райцентри Плужне та Берездів, глибокої ночі 11-та танкова дивізія вибила радянські війська з Полонного; частини угорського Рухомого корпусу зайняли Делятин.
4 липня 10-та танкова дивізія згідно з наказом командира 6-ї армії та командира 15-го мехкорпусу зосереджується в лісі під Проскуровом, вночі вирушає на Уланів. 19-й мехкорпус під Корцем проводив стримувальні бої з німецькими моточастинами. 13-й стрілецький корпус відходив в напрямі рубежа Гримайлів — Чортків; 192-га гірськострілецька дивізія вела оборонні бої біля Хоросткова; 44-та гірськострілецька дивізія під постійним авіаційним обстрілом відступає на Ягільницю.
Вранці німецькими силами зайнята Шепетівка, фронтова колона рухається на Новий Миропіль; 24-й мехкорпус в боях під Авратином зазнав втрат і був вибитий з Волочиська, 99-та стрілецька дивізія з-під Бережан відходить до Сатанова, 173-тя стрілецька дивізія вела бої між Козином і Сатановом; в другій половині дня сили радянської 6-ї армії вибиті з Полонного, 26-та армія відходить на лінію Кульчини — Копачівка. Командуючий Південним фронтом генерал Тюленєв вирішує відвести війська за Дністер та зайняти оборону, спираючись на укріпрайони. До вечора того дня німецькі сили зайняли Білогородку та Судилків.
Не очікуючи рішення Ставки Головнокомандування Тюленєв віддає наказ про відхід за Дністер. Ставка оцінює такі дії як невідповідні та скасовує відступ, військам наказано відкинути нацистські сили за Прут, відвести за Дністер дозволено тільки 18-ту армію для прикриття від можливих ударів по правому крилу Південного фронту. Окрім того сили фронту були ослаблені перепідпорядкуванням Південно-Західному фронту двох механізованих, одного стрілецького корпусу та ряду інших з'єднань.
Протягом 4 липня сили 11-ї німецької та 3-ї румунської армії просунулися вглиб оборони Південно-Західного фронту в середньому на 40 кілометрів, угорські війська зайняли Коломию.

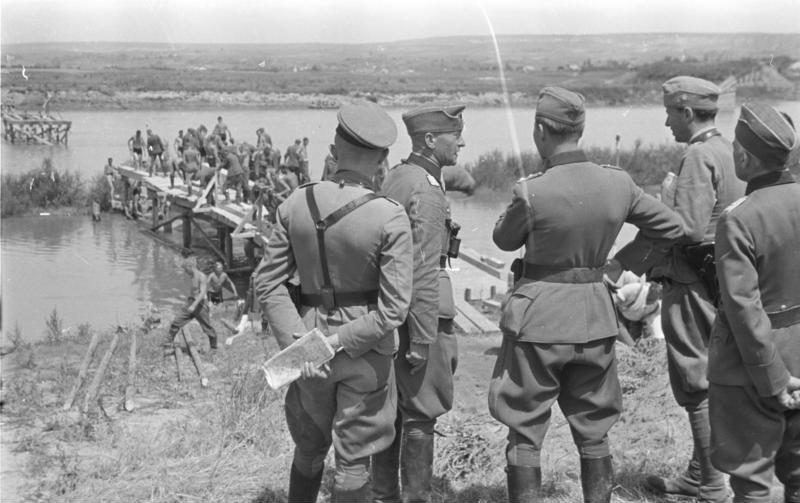
Форсування військами німецької 11-ї армії та румунської армії річки Прут. Червень 1941.

5 липня німецькі війська прорвали оборону Ізяславського укріпрайону та займають Ізяслав, Гриців, Ляхівці та Понінку; радянські війська відійшли з лінії Чотирбоки — Чорний Острів на Остропільський укріпрайон. 8-й стрілецький та 24-й механізований корпуси 6-ї армії намагаються організувати оборону Проскурова із завданням вирівняти лінію фронту та створити єдину лінію оборони з відступаючою південніше 12-ю армією.
44-та гірськострілецька дивізія відступала на Чортків та Ягільницю, маючи завданням зайняти оборону біля Товстого, 192-га гірськострілецька дивізія оборонялася на рубежі Хоростків — Яблунів — Бобровайківці; ближче до ночі полк дивізії СС «Вікінг» в бою займає Товсте; 58-ма гірськострілецька дивізія оборонялася із завданням утримати мости через Дністер біля Заліщиків, під Городенкою відбивали наступ передових частин 1-ї Гірської бригади угорської Карпатської армійської групи, угорські сили вийшли на околиці Заліщиків.
В ніч на 6 липня частини радянської 12-ї армії починають відхід з лінії Гримайлів — Чортків на річку Збруч. Тоді ж до Копичинців підходять передові підрозділи 1-ї німецької гірськопіхотної дивізії проти сил радянського 49-го стрілецького корпусу.
Вранці 6 липня почався наступ німецьких механізованих з'єднань в напрямі Шепетівка — Новий Миропіль — Старокостянтинів однією групою, друга — в напрямі Волочиськ — Проскурів — Гусятин. Частини радянських сил починають відхід зі Старокостянтинівського укріпленого району та південніше відступали за Збруч. Східніше Ямполя велися бої на зведеному польовому протитанковому укріпленні.

Угорські війська переправляються по понтону через Дністер

Німецькі війська займають Базалію, Полонне, Теофіполь, Ямпіль, станцію Антоніни, підрозділи 5-ї танкової дивізії СС «Вікінг», здійснивши нічний кидок з Товстого, увірвалися в Гусятин та захопили міст через Збруч.
6 липня лівофлангові з'єднання 9-ї армії, що залишилися на ріках Прут і Дунай, об'єднані в Приморську групу військ під орудою генерала Н. Є. Чибісова, разом з Дунайською військовою флотилією відбивали спроби перетнути радянський кордон румунськими військами.
Частини угорської 2-ї моторизованої бригади Рухомого корпусу форсували Дністер біля Семаківців та рушили на Товсте. 44-та гірськострілецька дивізія в боях відходить від Чорткова та Ягільниці на рубіж по Збручу за винятком Збрижа та Гусятина.
192-га стрілецька дивізія відступає від Сатанова на оборонний рубіж по Збручу.
Вночі з 6 на 7 липня від Копичинців до Гусятина підтягується німецька 100-та легкопіхотна дивізія.

## Завершення
Вранці 7 липня нацистські сили починають бої в передмісті Проскурова на північному заході, йшла оборона воєнних складів біля військового містечка.
Ранком 7 липня 9-та армія генерала Черевиченка виконує наказ командира фронту і відходить за Дністер, в другій половині дня отримує завдання від Ставки — повернутися на вихідні позиції, що було зроблено 8 липня. Вранці 12-та армія головними силами відходить за Збруч. Близько полудня 7 липня німецькі танки прориваються в напрямі Бердичева, 13-й стрілецький корпус вів бій з німецькими передовими силами під Гусятином, точився бій під Копачинцями. Вночі 678-й гірськострілецький полк відступає на Кузьмин. 44-та гірськострілецька дивізія основними силами відступає на Колиндяни, втративши зв'язок із 146-м гірськострілецьким полком, що вів бій по лінії Єзупіль — Маріямпіль. 58-ма гірськострілецька дивізія відступила в околиці Крикова. Під Проскуровом 49-та танкова дивізія відходить в боях до Криштопівки.
Опівдні сили групи армій «Південь» проривають радянську оборону, 11-та танкова дивізія 1-ї танкової групи східніше Полонного починає наступ на Бердичів, 16-та танкова дивізія вела бій в Старокостянтинові, 9-та танкова — під Проскуровом. 7 липня нацистські сили займають Антоніни, Кузьмин та Славуту.
Вночі радянські частини з Проскурова відходять на рубіж Немиринці — Капустин. 11-та армія, що форсувала Дністер біля Могилева-Подільського, вибита з плацдарму.
Угорські 1-ша моторизована та 1-ша кавалерійська бригада Рухомого корпусу долають Дністер та підтягуються до 2-ї моторизованої бригади, що вийшла вперед.
11-й корпус 11-ї німецької армії в полосі оборони Південного фронту вийшов передовими частинами до Дністра біля Могилева-Подільського.
Станом на вечір 7 липня 24-й мехкорпус після боїв під Волочиськом налічував 100 бойових машин.
Вранці 8 липня починається радянська контратака — 2-й механізований, 2-й кавалерійський та 48-й стрілецький корпуси генералів П. А. Бєлова, Р. Я. Малиновського, Ю. В. Новосельського.
Того ж дня німецькі сили намагалися атакувати від Бражинців та Онишківців на Старокостянтинів, атака була відбита.
26 армія почала відхід з рубежа Красилів — Проскурів до лінії Остропільського укріпрайону, того ж дня нацистські війська зайняли Бердичів, 4-й мехкорпус відходить з-під Старокостянтинова на Чуднів. 12-та армія відходить з лінії Проскурів — Ярмолинці — Тинна на позиції Летичівського укріпрайону та по лінії Меджибіж — Коржівці — Віньківці. 58-ма гірськострілецька дивізія відходила на лінію східного берега Збруча.

Вояки угорського Мобільного корпусу на роверах

Німецькі сили обходять Проскурів з північного заходу та північного сходу, оточуючи радянські війська, зі сторони Любара танкова дивізія напівкільцем оточує 37-й корпус, ближче до ночі командир 37-го корпусу Семен Зибін наказує відходити на тилові позиції. Пізно ввечері німецькі сили зайняли Проскурів, вибивши 80-ту стрілецьку дивізію генерала В. І. Прохорова та намагалися просунутися в напрямі Деражні. 9-та танкова дивізія та моторизована дивізія «Вікінг» з-під Проскурова завдає удару по радянських військах в напрямі Полонного.
Радянська 12-та армія відходить з рубежа Проскурів — Ярмолинці — Тинна на лінію Меджибіж — Коржівці та Віньківці і далі на позиції Летичівського укріпрайону.
44-та гірськострілецька дивізія після бою в складних умовах здійснює марш на Городок практично по німецьких тилах.
9 липня на фронті 7-го стрілецького корпусу починають наступ німецькі 16-та танкова та 111-та піхотна дивізії побіля Нового Мирополя. Радянський 37-й стрілецький корпус рухається маршем від Старокостянтинова на Любар, 46-й стрілецький корпус зосереджувався біля Мотрунок, 15-й мехкорпус вів контратакуючі бої в намаганні відбити Бердичів. Німецькі війська проривають оборону Остропільського укріпрайону та відкинув 211-ту повітряно-десантну бригаду до Любара; частини 26-ї армії відійшли на лінію Остропільського та північної частини Летичівського укріпрайонів.
Увечері 9 липня німецькі танки прорвалися в Краснопіль та почалися бої за Янушпіль.
Станом на ранок 10 липня частини радянської 12-ї армії віддійшли на рубіж Летичів — Новий Майдан — 192-га гірськострілецька дивізія, 58-ма гірськострілецька — Іванківці — Ялтушків.
Німецька 16-та танкова дивізія біля Любара прориває полосу оборони 26-ї армії в смузі Остропільського укріпрайону. Частини 6-ї армії вели бій за Янушпіль, механізовані та піхотні з'єднання 6-ї армії здійснювали удари по флангах німецьких танкових клинів, що прорвалися до Бердичева.
Угорські війська займають Кам'янець-Подільський.
Увечері 10 липня посилився німецький наступ в напрямі міст Бердичів — Старокостянтинів — Красилів; 114-та стрілецька дивізія вела оборонні бої біля Малого Браталова, 80-та стрілецька — біля Ожарівки, сполучення з 139-ю стрілецькою було втрачене. 99-та та 173-тя стрілецькі дивізії відбивали німецькі атаки на рубежі Остропіль — Харківці, 24-й мехкорпус тримав оборону під Старою Синявою на річці Іква, 49-та танкова дивізія тримала оборону в околицях Новокостянтинова.
44-та гірськострілецька дивізія здійснювала марш із завданням 12 липня зайняти оборонні позиції під Літином, її відхід прикривав 25-ї гірськострілецький полк, що вів бій під селом Зіньків.
Під вечір того дня штаб 6-ї армії наказує командуванню 37-го стрілецького корпусу припинити безладний відхід.

## Результати
Радянські контрнаступальні дії продовжувалися до 10 липня, чим було стримано наступ 11-ї німецької та 4-ї румунської армій.
11 липня німецькі частини в напрямі Києва проривають радянську оборону та займають Житомир та околиці Бердичева, починається кругова оборона Фастова.
Генерал Шоберт, командуючий 11-ю німецькою армією, просить у фельдмаршала Рундштедта перерви в наступі — для підтягнення тилових частин з паливом та комплектації поріділих частин. Дозвіл було отримано з умовою направлення 54-го армійського корпусу на підмогу румунським частинам у наступі на Кишинів.
Ціною неймовірних зусиль та людських втрат радянські війська змогли на деякийсь час вирівняти положення на Південному фронті.
Затримка бойових дій надала змогу командуючому 18-ї армії генералу А. Смирнову відвести війська та зайняти Могилів-Подільський укріпрайон; з'єднання 9-ї армії зайняли оборону західніше Дністра.
В повітрі проти авіації королівської Румунії протистояла авіація Чорноморського флоту; бомбардувалися нафтосховища Констанци та нафтові промисли Плоєшті.
В ході прикордонних боїв на території Молдавії сили Південного фронту відійшли на 60-80 кілометрів, наказом Ставки полишена і Північна Буковина.